# Esther Castañeda
Esther Castañeda Vielakamen (Lima 12 de febrero de 1947 – Lima, 24 de febrero de 2010) fue una difusora de la poesía contemporánea, escritora, investigadora y crítica literaria peruana. Destacó en el campo de la literatura. Desempeñó el cargo de directora de la EAP de Bibliotecología y CCII de la Universidad Nacional Mayor de San Marcos en 1987, profesora y fundadora de la cátedra de "Literatura escrita por mujeres" en la misma universidad. Organizadora del Primer y Segundo Encuentro de poetas Sanmarquinas.

## Biografía
Fue la primogénita, nacida en Lima el 12 de febrero de 1947. Castañeda cursó estudios escolares. Años más tarde, estudió Educación, Literatura y Sociología en la Universidad Nacional Mayor San Marcos.  
| "Pienso que mi infancia, sobre todo la que pasé en Chosica, fue libre, esa energía fue encauzada luego hacia la lectura. Primero por una profesora de castellano, Delia Moreno y segundo por las propinas que me daba mi padre y que yo invertía en lo que sería mi biblioteca. Descubrí allí todo un mundo de ficción, sonidos, lugares y personajes. La lectura suplió a la hermana o hermano que nunca tuve, y los sitios que no conocí ". —Fragmento de "Sobre mi vida" |

### Trayectoria literaria
En la UNMSM, sería posteriormente profesora emérita de la Escuela de Literatura,  donde abrió el curso de Mujeres y Literatura a mediados  de los 90´, estimulando así la reflexión crítica y literaria sobre una literatura que trastoca los prejuicios sexistas y sexuales. Además, fue  Directora de la Escuela de Bibliotecología de dicha casa de estudios. Aporta con sus investigaciones acerca de narradoras del siglo XIX en el campo de la Literatura; su creación cuentista y poética; y  destaca en la crítica literaria. Castañeda, además compartió experiencias en los predios de la política feminista, a través de las organizaciones Mujeres en lucha alrededor de los 80’ y el Centro de la Mujer Flora Tristán, junto con Diana Miloslavich y otras compañeras. En  1995, fundó la editorial que lleva el nombre de Magdala como resarcimiento a Clorinda Matto de Turner por los atropellos que sufrió en siglo XIX por la publicación de un cuento con ese título. A la  fecha se ha publicado más de veinte títulos de poesía y ochenta plaquettes de autoras y autores peruanos: Yolanda Westphalen, Carmen Luz Bejarano, May Rivas, Elma Murrugarra, Ana Luisa Soriano, entre otras. Colaboró con la revista Kachkaniraqmi (fundada y codirigida por Rosina Varcárcel junto a Gerardo Ramos, en 1965) y fomentó la promoción cultural, organizando dos Encuentros de Poetas Sanmarquinas.
Primer Encuentro
Se desarrolló en mayo de 1981, organizado por Esther Castañeda. La actitud que animó aquel Primer Encuentro fue visibilizar el notorio interés de las mujeres por expresar su participación en procesos sociales, políticos y culturales. Este espacio, además  fue imprescindible para el surgimiento de un conjunto de escritoras en sus diversos discursos: poesía, narración, ensayo, teatro y cine. Ante ello, Castañeda (2003) refiere:
| “Creemos que la presencia de la mujer en el campo de la creación es importante, y debe ser destacado en un medio en el que si bien no se la margina abiertamente, sí se la soslaya. Consideramos que este evento es un primer esfuerzo en la tarea de apertura hacia nuevos horizontes y labrar un sociedad diferente en donde la mujer pueda desarrollarse libremente”. (pág. 11) — Extraído de Antología Poética Tercer Encuentro de Poetas Sanmarquinas 2001. |

Segundo  Encuentro
Se realizó en el año de 1991, bajo la coordinación de Esther Castañeda como  presidenta y Rosina Valcárcel, en la Secretaría de organización. Donde, participaron las siguientes escritoras: Yolanda Westphalen, Diana Miloslavich, Blanca Varela, Rocina Valcárcel, Carmen Ollé, Esther Castañeda, Mariela Dreyfus, Rosa Carbonel, May Rivas, Carmen Luz Gorriti, Doris Moromisato, Michelle Zumarán y otras. Así también, la revista KACHAKANIRAJMI  publicó poemas y ponencias de las mencionadas escritoras participantes.
Perteneció a la primera promoción del Diplomado de Estudios de Género en la Pontificia Universidad Católica del Perú. Participó, también en la Feria Internacional del Libro (Lima, 2002) y en el Coloquio Nacional de Literatura Peruana (Huancayo, 2001).

## Publicaciones
La escritora Rocio Silva Santisteban, citada por Valcarcel, expresa que los textos de Castañeda "se parecen a los haikus, pero en otro tono, son filigranas candentes".   

### Poesía
Marcos Martos  refiere: “(…) si escribir poesía en la sociedad peruana es de por sí complicado para un varón, implica una exigencia mayor para una mujer (…) porque implica salir de los espacios privados, mostrar con pudor, desenfado y, al mismo tiempo, sin exhibicionismo la intimidad [lo que constituye]  un segundo logro remarcable”. (pp.4)
Castañeda señala que la poesía escrita por mujeres fue, por mucho tiempo, “ignorada y subestimada por la crítica convencional”. Así también, el ejercicio de un «sexismo en los círculos literarios».
- Interiores. -- Lima : Amaru, 1994
- Carnet. -- Lima : Magdala Editora, 1996
- Falso huésped . -- Lima : Eds. Flora Tristán, 2000
- Piel. -- Lima : Magdala Ed., 2001
- Chosica ; Fiebre de familia. -- Lima : Magdala Editora, 2005

### Ensayo
- Guía hemerográfica de "Cuadernos Semestrales de Cuento". -- Miraflores : UNMSM, Instituto Raúl Porras barrenechea, 1974
- El vanguardismo literario en el Perú. -- Lima : Amaru Editores, 1989
- Catálogo : 30 años de poesía peruana en revistas, 1971-2000. -- Lima : Universidad Nacional Mayor de San Marcos, Biblioteca Central Pedro Zulen, 2002 (Junto a Elizabeth Toguchi)
- Antología poética : Tercer Encuentro de Poetas Sanmarquinas 2001. -- Lima : Magdala Editora, 2003 (Junto a Elizabeth Hiromi Toguchi)
- Las muchachas malas de la historia : antología poética por los diez años de Magdala, 1995-2005. -- Lima : Magdala Editora, 2005 (Junto a Elizabeth Hiromi Toguchi)

## Editora de las siguientes series
- Antología mujer, junto a Elizabeth Toguchi.
- Lilith & Eva, junto a Elizabeth Toguchi.
- Pandora, junto a Elizabeth Toguchi.
- Poesía mujer, junto a Elizabeth Toguchi.

## Homenajes
El periodista peruano Pedro Escribano señala que la docente sanmarquina fue "una guía cotidiana en la amistad y la literatura". Por su parte, la poeta Rosina Valcarcel manifiesta que Castañeda constituye "una imagen ejemplar como docente".
- El 16 de diciembre de 2009 se realizó un homenaje en reconocimiento a su trascendencia en el Centro Cultural España.[16]
- Del 13 al 15 de noviembre de 2013 se realizó el Congreso Internacional de Investigaciones en Estudio de Género. Homenaje a Esther Castañeda Vielakamen.[17]
- El 3 y 4 de noviembre de 2016 se efectuó un coloquio en el Auditorio Alfredo Torero de la Facultad de Letras y Ciencias Humanas de la Universidad Nacional Mayor de San Marcos, donde se le rindió tributo.[18]